# Rajasansi

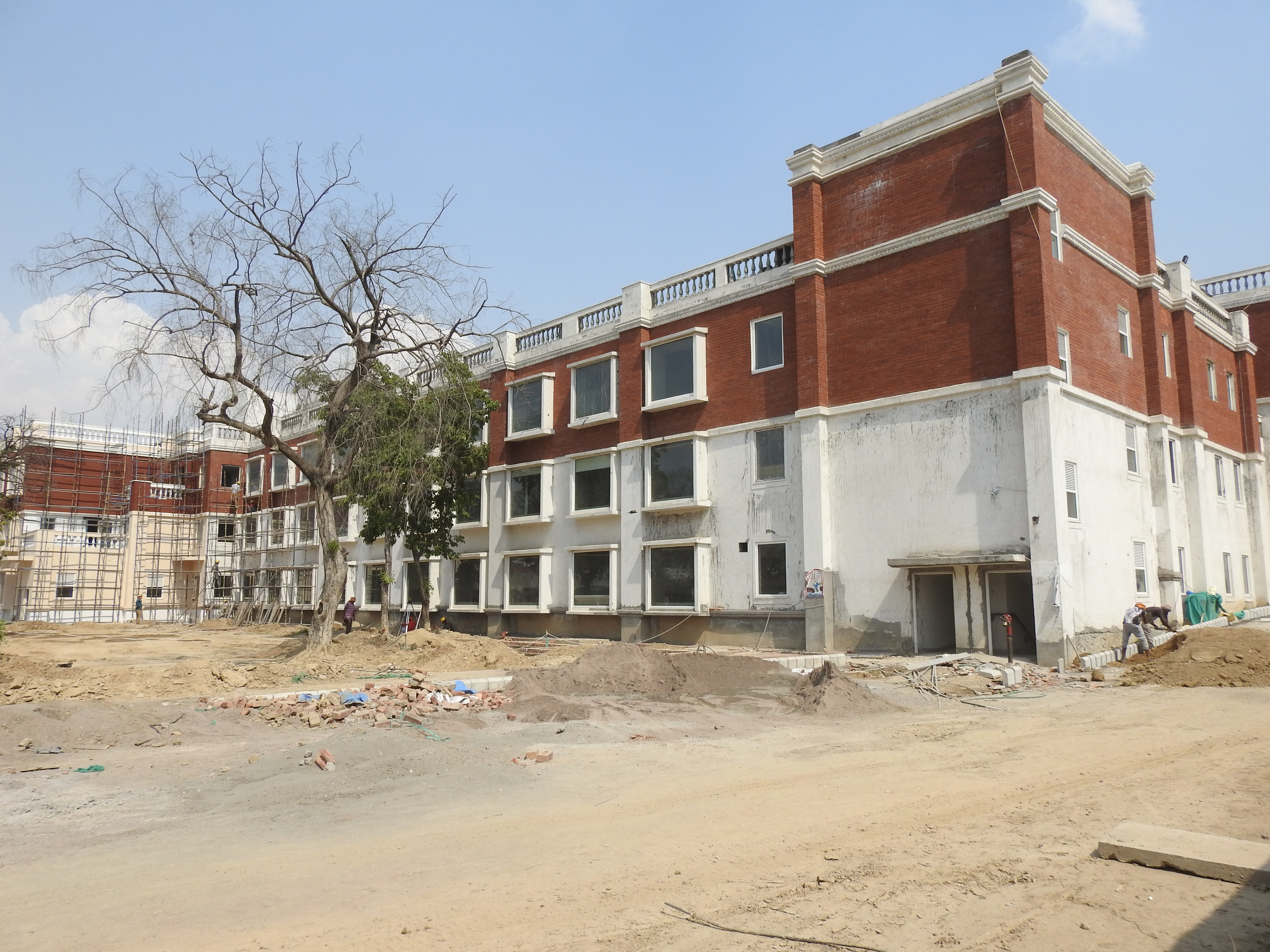
Sandhanwalia Haveli ,Rajasansi

Rajasansi es una ciudad de la India en el distrito de Amritsar, estado de Punyab.

## Geografía
Se encuentra a una altitud de 231 m s. n. m. a 247 km de la capital estatal, Chandigarh, en la zona horaria UTC +5:30.

## Demografía
Según estimación 2010 contaba con una población de 14 083 habitantes.